# کمیک

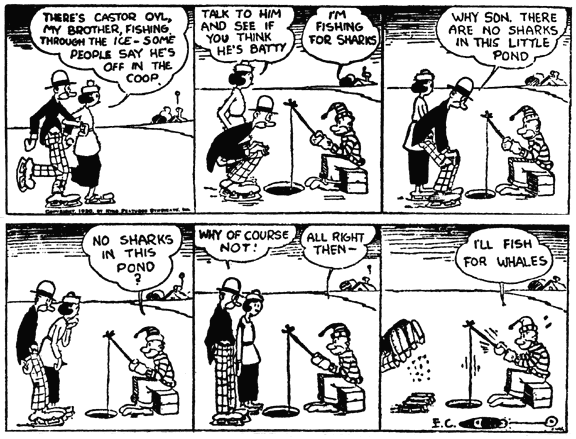
تئاتر انگشتانه (سگار)، نمونه‌ای از کامیکس

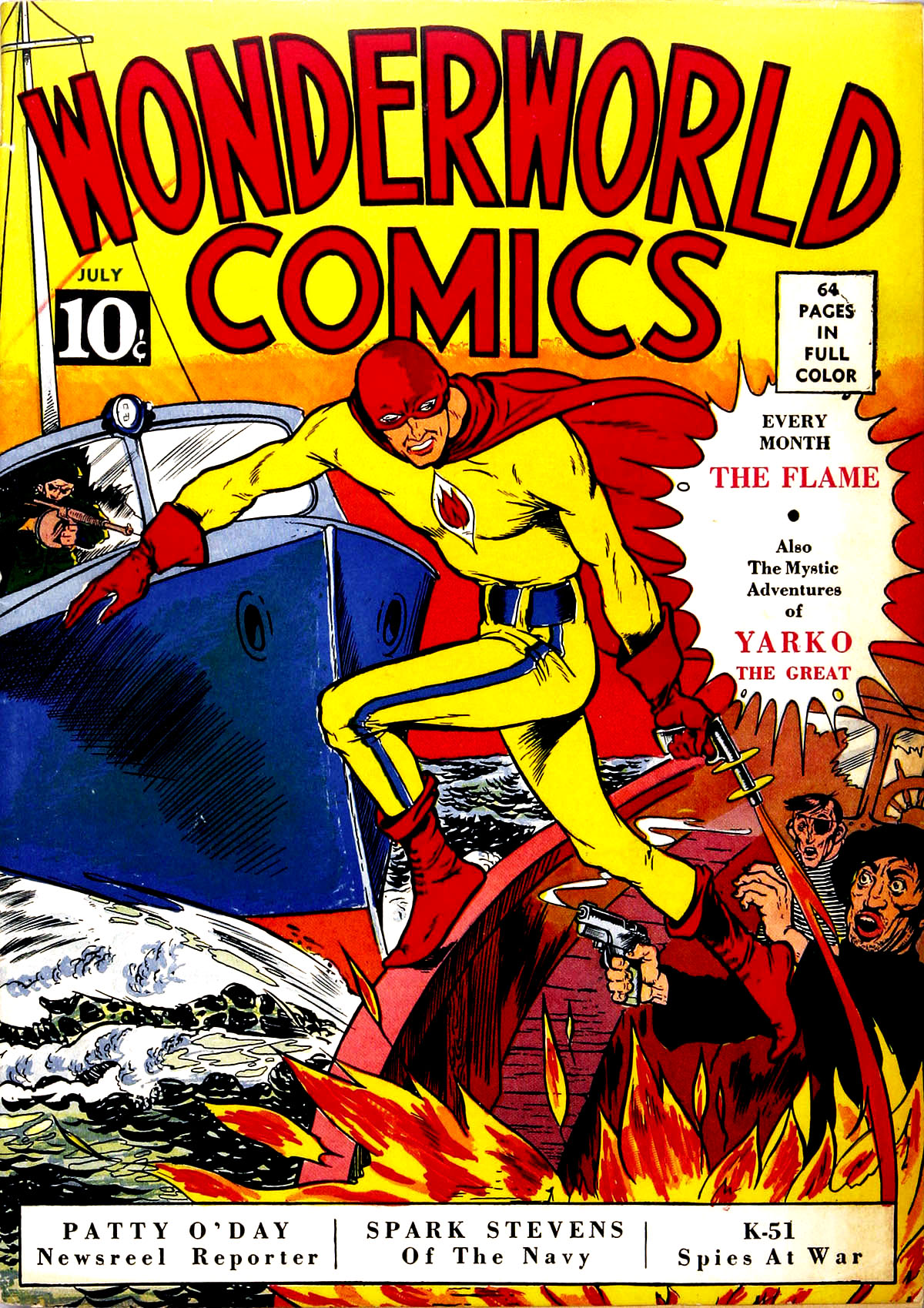
سرزمین شگفتی یکی از داستان‌های کمیک

کُمیک یا پِی‌نَما (به انگلیسی: Comics) یا تصاویر فکاهی یا داستان مصور یک راه واسط برای انتقال بصری ایده‌ها از طریق تصویر می‌باشد که اغلب با نوشته یا اطلاعاتی بصری درآمیخته است.
کامیک‌ها از در کنار هم گذاشتن قطعات متوالی از تصاویر تشکیل شده و معمولاً در آن از ابزارهای نویسه‌ای چون بالون گفتار، شرح‌ها و افکت‌های صوتی (نام‌آوا) برای نشان‌دادن گفت‌وگوها، تعریف داستان یا دیگر اطلاعات استفاده می‌شود. عناصری چون اندازه یا جاگذاری قطعات، روند بیان داستان یا موضوع را کنترل می‌کند. نقاشی کارتونی و دیگر روش‌های تصویرگری شبیه به آن، از مرسوم‌ترین نقاشی‌ها در کامیکس هستند؛ رمان‌عکسی حالتی است که از عکس استفاده می‌کنند. حالت‌های معمول کامیکس شامل داستان مصور، کارتون‌های سرمقاله‌ای، کارتون دهن‌بسته و کتاب مصور می‌شود. از اواخر سدهٔ بیستم تاکنون، مجله‌های ضخیم‌تری چون رمان مصور و آلبوم‌های کامیک، تانکابون بیش از پیش متداول شده و کامیک اینترنتی آنلاین، نشو و نما پیدا کرده‌است.
هدف از ارائه کمیک انتقال مفاهیم عمیق روحی فکری به نحوی که مخاطب با آسان‌ترین روش آن هارا متوجه شود

## تاریخچه
تاریخ کامیک در فرهنگ‌های مختلف، مسیرهای متفاوتی را طی کرده‌است. دانشمندان بر این باورند که نخستین کامیک به دوران پیشاتاریخ و نقاشی‌های غار لاسکو بازمی‌گردد. تا اواسط سدهٔ بیستم، کامیک در آمریکا، اروپای غربی (مخصوصاً فرانسه و بلژیک) و ژاپن شکوفا شد. رد کامیکس در اروپا به کارتون‌های رودلفه تپفر در دههٔ ۱۸۳۰ بازگشته و با داستان‌های مصور موفقی چون ماجراهای تن‌تن و میلو در دههٔ ۱۹۲۰ رونق می‌گیرد. کامیک آمریکایی در اوایل سدهٔ بیستم به عنوان رسانه‌های گروهی با ظهور داستان‌های مصور در روزنامه‌ها و بعدها کتاب‌های مصور مجله‌وار (دههٔ ۱۹۳۰)، پدیدار شد. رد کارتون و کامیک ژاپنی ("مانگا") به سدهٔ سیزدهم بازمی‌گردد. داستان‌های مصور نوین در سدهٔ بیستم با تقلید از کامیک غربی ایجاد شده و تا دههٔ ۱۹۳۰ مجله‌های مصور و مجموعه کتاب‌ها معمول شدند. در عصر پس از جنگ جهانی دوم، کارتونیست‌هایی چون اوسامو تزوکا ظهور کردند که نقش مهمی در محبوبیت کامیک در میان ژاپنی‌ها داشتند.